# 红专厂

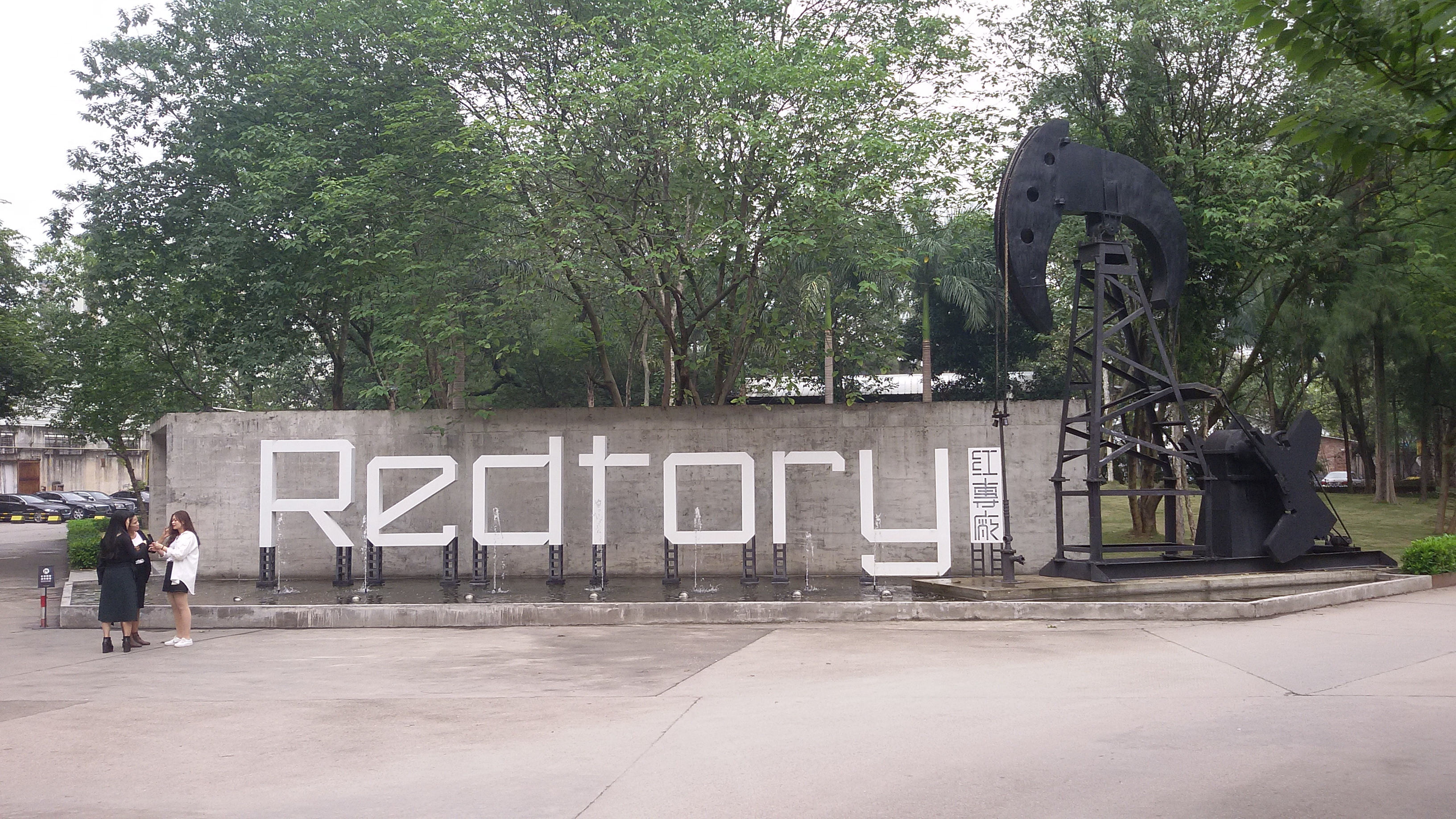
紅專廠一景

紅專廠（英語：Redtory）曾是位於中國广州市天河区的一座創意園區。前身為1956年成立的鷹金錢罐頭廠，後因廠房規格已不符需求，2008年廠方決定搬遷廠房至廣州從化區。後來原有廠房被集美組設計公司相中，於2009年和鷹金錢公司承租取得使用權，並請了一群藝術家進行改造，佔地16萬多平方米。2018年，鹰金钱公司向法院申请强制收回土地；2019年11月21日，红专厂正式关闭。

## 外部連結
- 官方网站